# Gare de Scuol-Tarasp
La gare de Scuol-Tarasp est une gare ferroviaire située sur le territoire de la commune suisse de Scuol, dans le canton des Grisons. Elle est le terminus de la ligne de Bever à Scuol-Tarasp des Chemins de fer rhétiques.

## Situation ferroviaire
Établie à 1 286 mètres d'altitude, la gare de Scuol-Tarasp est située au point kilométrique 145,01 de la ligne de Bever à Scuol-Tarasp.

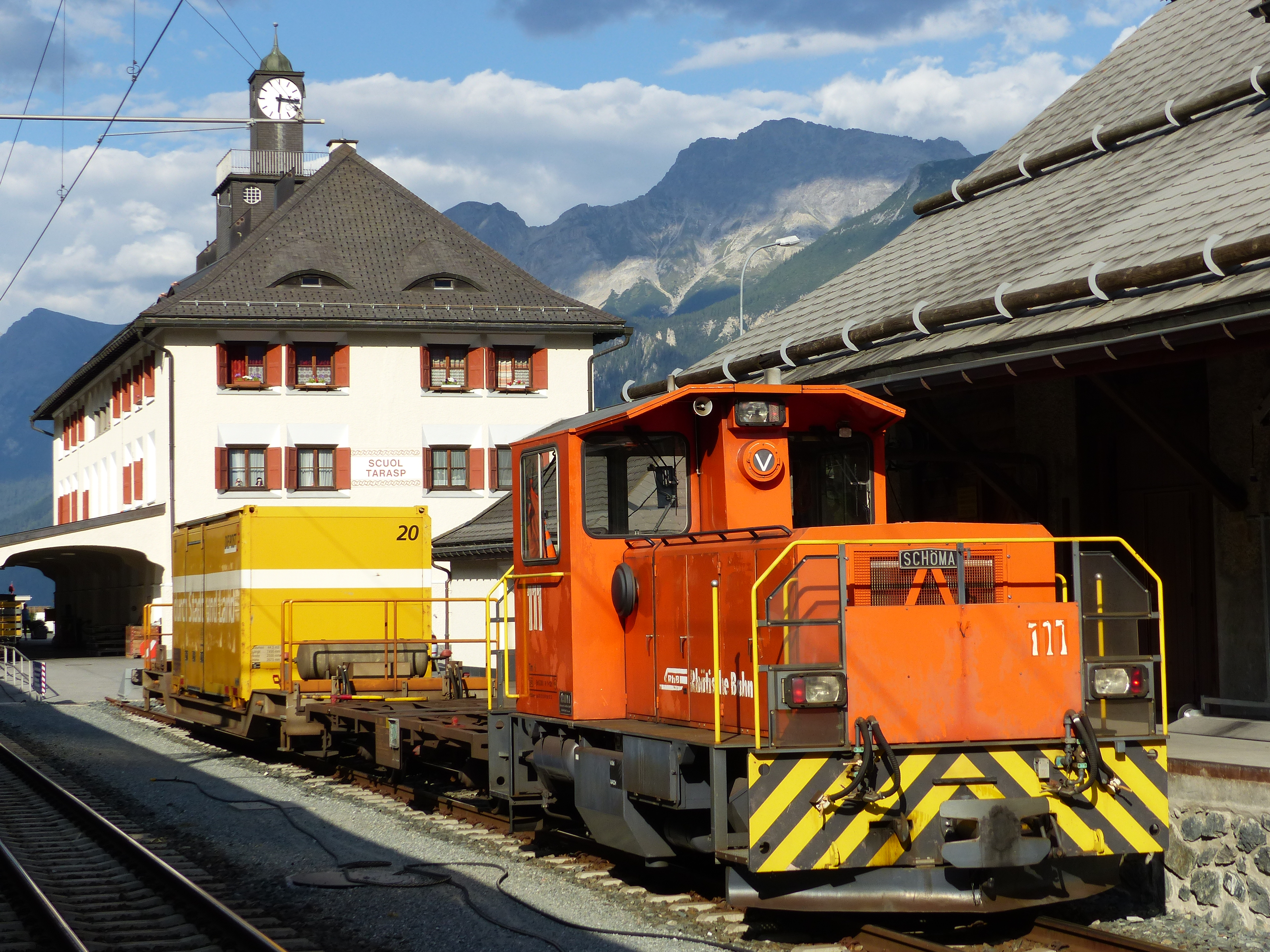
RhB Tm 2/2 111 avec conteneur de courrier chargé au hangar à marchandises en 2018.

Elle est dotée de six voies dont deux bordées par deux quais dont un latéral et un central. Les autres voies servent à stationner les trains ou réceptionner les trains de fret. Pour le transport de marchandises, la gare dispose d'un portique de manutention pour le transport combiné et d'une installation de manutention d'huiles minérales. La succursale de Scuol du détaillant Volg est également approvisionnée par le train,.

## Histoire

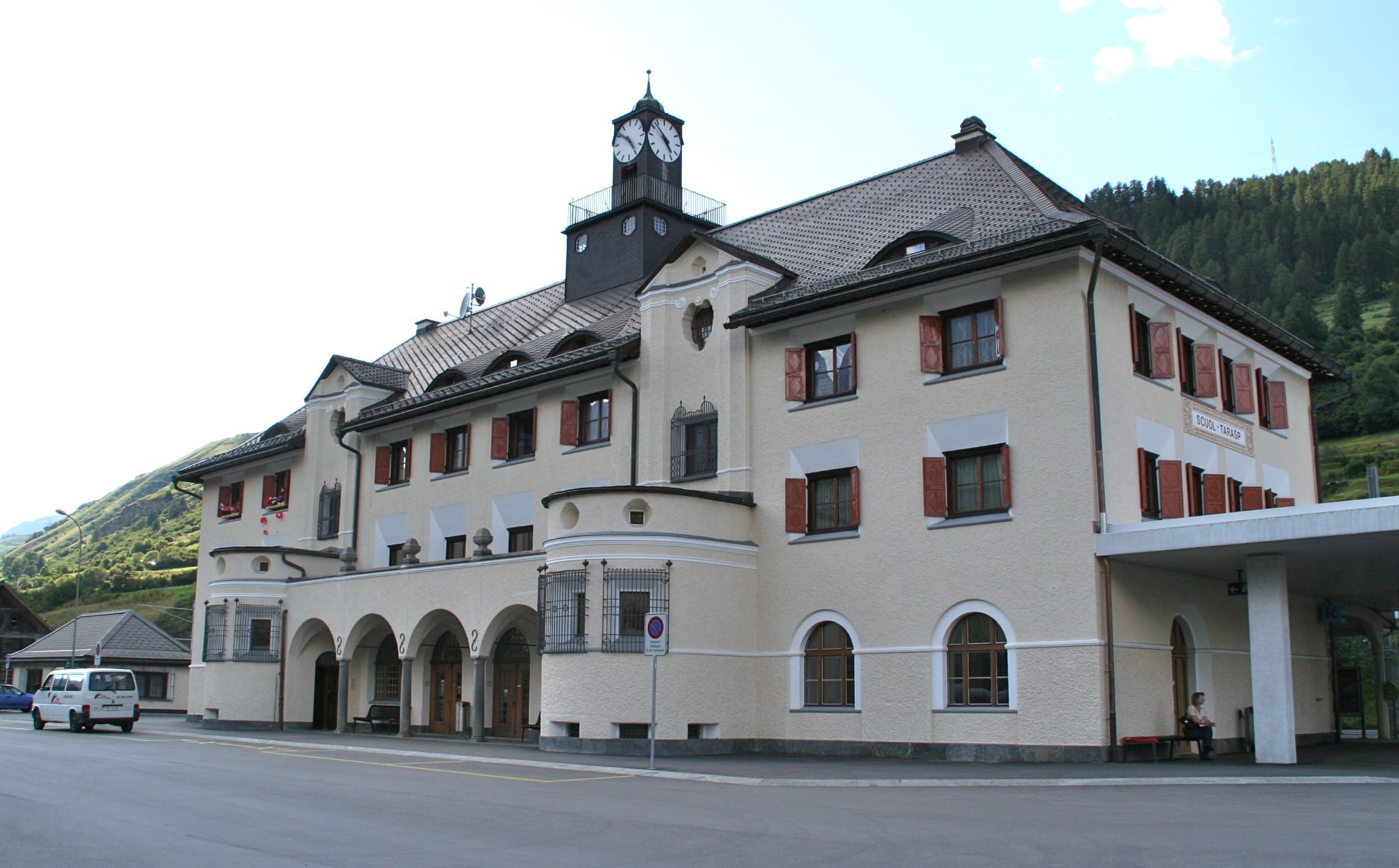
Le bâtiment voyageurs vu du sud-est en 2011.

La gare, dont le bâtiment voyageurs a été conçu par Meinrad Lorenz, a été mise en service en 1913. Le bâtiment est doté d'une loggia et d'une horloge située dans une tour au milieu du toit. Les cages d'escalier émergent en demi-cercle. Au sud-ouest de celui-ci se trouve un hangar à marchandises avec des piliers d'angle en briques.
Longtemps laissé à l'abandon, le bâtiment a été rénové en 2009 par les architectes de Coire Maurus Frei and Partners pour environ 3 millions de francs suisses. En raison de nouvelles directives internes des RhB, un accent particulier a été mis sur la préservation de la structure du bâtiment et la coopération avec la protection cantonale des monuments. La place de la gare a également été repensée et une marquise a été construite pour recouvrir le quai central nouvellement construit,.
La gare a été conçue comme gare de passage étant donné que la ligne ferroviaire devait aboutir en Autriche à Landeck. Le tiroir de manœuvre indique l'emplacement de l'extension prévue.

## Service des voyageurs

### Accueil
Gare des RhB, elle est dotée d'un bâtiment voyageurs proposant un point de vente de titres de transport ainsi que des distributeurs automatiques de titres de transport.
Elle est accessible aux personnes à mobilité réduite.

### Desserte
La gare est desservie par les chemins de fer rhétiques à hauteur d'un train RegioExpress par heure à destination de Landquart et d'un train Regio par heure à destination de Pontresina. Ces trains Regio sont en correspondance à Samedan avec les InterRegio reliant Coire à Saint-Moritz pour l'accès à Saint-Moritz.

### Intermodalité
La gare de Scuol-Tarasp est en correspondance avec plusieurs lignes routières exploitées par CarPostal. On trouve parmi ces lignes la 851 qui assure épisodiquement une liaison les vendredi et samedi soir entre la gare de Scuol-Tarasp et la gare de Guarda, la 913 qui donne accès de fin mai à fin octobre au village de S-charl, la 921 reliant Ftan à Samnaun, en correspondance à l'arrêt Pfunds, Kajetansbrücke avec la ligne 210 assurée par Verkehrsverbund Tirol en direction de la gare de Landeck-Zams,. En outre, CarPostal assure la ligne 922 (alias le bus-taxi de la Basse-Engadine) reliant la gare de Scuol-Tarasp à la gare de Guarda ainsi qu'à Ftan, Sent Tarasp ou Martina suivant les services ainsi que les lignes 923 reliant Tarasp à Sent, 925 reliant la gare de Scuol-Tarasp à Val Sinestra et la ligne 960 assurant un service le matin de certains dimanches et jours fériés en provenance de la gare de Susch.
CarPostal y assure également les lignes urbaines desservant la commune de Scuol dont la ligne 900 qui circule hors saison de ski ainsi que les lignes 901 et 902 durant la saison de ski,.